# Szojuz TM–24
Szojuz TM–24 a Szojuz–TM sorozatú orosz háromszemélyes szállító űrhajó űrrepülése volt 1996–1997-ben. A 22. személyzetet szállította a Mir űrállomásra. Csatlakozását követően a mentőűrhajó szerepét látta el.

## Küldetés
Feladata váltószemélyzet szállítása volt a Mir űrállomásra, a hosszú távú űrrepülés folytatásához.

## Jellemzői

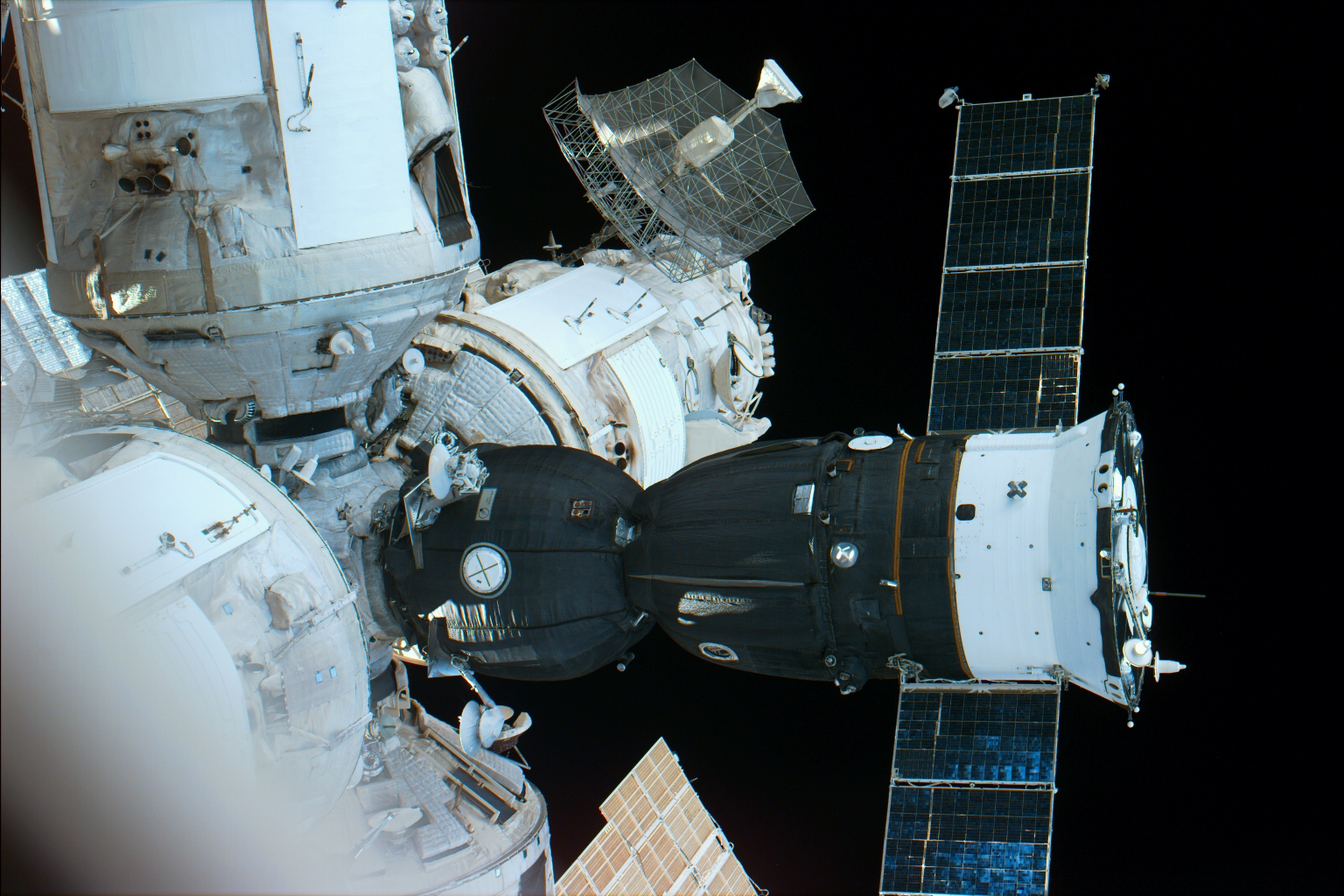
A Szojuz TM–24 a Mir főmodulra kapcsolódva

1996. augusztus 17-én a bajkonuri űrrepülőtérről egy Szojuz–U juttatta Föld alacsony Föld körüli pályára. Az űrhajó teljes tömege 7150 kg, teljes hossza 6,98 m, maximális átmérője 2,72 m. Önálló repüléssel 14 napra, az űrállomáshoz csatolva 6 hónapra tervezték szolgálatát. Az orbitális egység pályája 89,8 perces, 51,63 fokos hajlásszögű, elliptikus pálya perigeuma 235 kilométer, apogeuma 284 kilométer volt.
Többszöri pályamódosítással két nap múlva, augusztus 19-én megtörtént a dokkolás. Az első francia orvos űrhajósnő, Claudie Haigneré első alkalommal végezhetett biológiai és orvosi kutatásokat űrkörülmények között.
1997. március 2-án Zsezkazgan városától 128 kilométerre, hagyományos – ejtőernyős leereszkedés – ért Földet. Szolgálati ideje alatt 3160-szor kerülte meg a Földet. Összesen 196 napot, 17 órát, 26 percet és 13 másodpercet töltött a világűrben.

## Személyzet
A személyzet 1995 októbere és 1996 júliusa között tartózkodott az űrben. Az alapszemélyzet parancsnoka a felkészülés során Gennagyij Manakov volt. A repülés előtti orvosi ellenőrzés során, augusztus 9-én Manakovnál szívproblémákat (mikroinfarktust) diagnosztizáltak. Ezért őt augusztus 12-én a tartalékszemélyzetből Valerij Korzun váltotta fel, míg Manakov átkerült a tartalék személyzetbe. Ezzel együtt a tartalékszemélyzet fedélzeti mérnöke, Alekszandr Kaleri lépett Pavel Vinogradov helyére.

### Felszállásnál
- Valerij Grigorjevics Korzun parancsnok
- Alekszandr Jurjevics Kaleri fedélzeti mérnök
- Claudie André-Deshays francia kutató-mérnök

### Leszállásnál
- Valerij Grigorjevics Korzun parancsnok
- Alekszandr Jurjevics Kaleri fedélzeti mérnök
- Reinhold Ewald német kutató-mérnök

### Tartalék személyzet
- Gennagyij Mihajlovics Manakov parancsnok
- Pavel Vlagyimirovics Vinogradov fedélzeti mérnök
- Léopold Eyharts francia kutató-mérnök